# Fustiaria crosnieri
Fustiaria crosnieri är en blötdjursart som beskrevs av Nicklès 1979. Fustiaria crosnieri ingår i släktet Fustiaria och familjen Fustiariidae. Inga underarter finns listade i Catalogue of Life.